# Liste des planètes mineures non numérotées découvertes en décembre 2008
Pour un article plus général, voir Liste des planètes mineures non numérotées découvertes en 2008.
Pour un article plus général, voir Liste des planètes mineures.
Cet article dresse la liste des planètes mineures (astéroïdes, centaures, objets transneptuniens et assimilés) non numérotées découvertes en décembre 2008 dans l'ordre de leur découverte.
Au 15 janvier 2025, 661 077 des 1 434 993 planètes mineures répertoriées par le Centre des planètes mineures ne sont pas encore numérotées, soit 46,07 %.

## Rappel concernant la désignation provisoire
La désignation provisoire indique l'ordre de découverte de ces objets. En effet, cette désignation est composée de l'année de découverte (par exemple 2008) suivie de la quinzaine (demi-mois) de découverte (p.e. A = 1-15 janvier) puis de l'ordre de découverte dans cette quinzaine. Cet ordre est indiqué par une lettre et éventuellement un chiffre comme suit : A pour la première découverte, B pour la deuxième, ..., Z pour la 25e (le I n'est pas utilisé pour éviter la confusion avec 1), A1 pour la 26e, B1 pour la 27e, etc. , Z1 pour la 50e, A2 pour la 51e, B2 pour la 52e, etc. L'ordre de la numérotation ne suit donc pas l'ordre alphanumérique. 2008 AA1 suit ainsi 2008 AZ et précède 2008 AB1.

## Liste

### Du1erau 15 décembre 2008
- 2008 XF
- 2008 XG
- 2008 XH
- 2008 XJ
- 2008 XK
- 2008 XL
- 2008 XN
- 2008 XO
- 2008 XP
- 2008 XQ
- 2008 XS
- 2008 XY
- 2008 XB1
- 2008 XC1
- 2008 XG1
- 2008 XK1
- 2008 XL1
- 2008 XM1
- 2008 XX1
- 2008 XA2
- 2008 XB2
- 2008 XC2
- 2008 XQ2
- 2008 XU2
- 2008 XV2
- 2008 XW2
- 2008 XX2
- 2008 XL3
- 2008 XK4
- 2008 XP6
- 2008 XW6
- 2008 XJ7
- 2008 XK7
- 2008 XM7
- 2008 XN7
- 2008 XT7
- 2008 XZ7
- 2008 XA8
- 2008 XC8
- 2008 XT8
- 2008 XV8
- 2008 XY8
- 2008 XZ8
- 2008 XC9
- 2008 XO9
- 2008 XV10
- 2008 XM11
- 2008 XQ11
- 2008 XT11
- 2008 XW11
- 2008 XN13
- 2008 XO13
- 2008 XP13
- 2008 XX13
- 2008 XY13
- 2008 XF15
- 2008 XS15
- 2008 XT15
- 2008 XX15
- 2008 XY15
- 2008 XZ15
- 2008 XL16
- 2008 XH17
- 2008 XM17
- 2008 XO17
- 2008 XQ17
- 2008 XL19
- 2008 XM19
- 2008 XU19
- 2008 XU20
- 2008 XT21
- 2008 XD22
- 2008 XQ22
- 2008 XY22
- 2008 XC23
- 2008 XE23
- 2008 XG23
- 2008 XM23
- 2008 XP23
- 2008 XW23
- 2008 XY23
- 2008 XB24
- 2008 XF24
- 2008 XJ24
- 2008 XK24
- 2008 XR24
- 2008 XU24
- 2008 XG25
- 2008 XJ25
- 2008 XM25
- 2008 XN25
- 2008 XS25
- 2008 XX25
- 2008 XZ25
- 2008 XD26
- 2008 XF26
- 2008 XE27
- 2008 XJ27
- 2008 XK27
- 2008 XM27
- 2008 XW27
- 2008 XM28
- 2008 XQ28
- 2008 XR28
- 2008 XU28
- 2008 XV28
- 2008 XD29
- 2008 XR29
- 2008 XT29
- 2008 XC30
- 2008 XT30
- 2008 XU30
- 2008 XA31
- 2008 XG31
- 2008 XH31
- 2008 XK31
- 2008 XQ31
- 2008 XS31
- 2008 XV31
- 2008 XW31
- 2008 XB32
- 2008 XK32
- 2008 XM32
- 2008 XW32
- 2008 XA33
- 2008 XP33
- 2008 XR33
- 2008 XV33
- 2008 XX33
- 2008 XJ34
- 2008 XN34
- 2008 XP34
- 2008 XU34
- 2008 XZ34
- 2008 XJ35
- 2008 XT35
- 2008 XU35
- 2008 XX35
- 2008 XY35
- 2008 XC36
- 2008 XE36
- 2008 XF36
- 2008 XM36
- 2008 XE37
- 2008 XH37
- 2008 XK37
- 2008 XP37
- 2008 XT37
- 2008 XV37
- 2008 XC38
- 2008 XP38
- 2008 XQ38
- 2008 XT38
- 2008 XY38
- 2008 XC39
- 2008 XD39
- 2008 XJ39
- 2008 XL39
- 2008 XH40
- 2008 XM41
- 2008 XV41
- 2008 XM42
- 2008 XW42
- 2008 XG43
- 2008 XF44
- 2008 XK44
- 2008 XC45
- 2008 XO45
- 2008 XD46
- 2008 XR46
- 2008 XY47
- 2008 XW48
- 2008 XO50
- 2008 XV50
- 2008 XQ52
- 2008 XG54
- 2008 XM54
- 2008 XN54
- 2008 XL57
- 2008 XD59
- 2008 XE59
- 2008 XH59
- 2008 XK59
- 2008 XN59
- 2008 XS59
- 2008 XU59
- 2008 XW59
- 2008 XZ59
- 2008 XH60
- 2008 XJ60
- 2008 XL60
- 2008 XO60
- 2008 XP60
- 2008 XS60
- 2008 XT60
- 2008 XU60
- 2008 XV60
- 2008 XW60
- 2008 XX60
- 2008 XY60
- 2008 XD61
- 2008 XH62
- 2008 XJ62
- 2008 XR62
- 2008 XS62
- 2008 XY62
- 2008 XC63
- 2008 XF63
- 2008 XH63
- 2008 XJ63
- 2008 XL63
- 2008 XO63
- 2008 XR63
- 2008 XS63
- 2008 XG64
- 2008 XM64
- 2008 XQ64
- 2008 XU64
- 2008 XW64
- 2008 XZ64
- 2008 XA65
- 2008 XB65
- 2008 XC65
- 2008 XM65
- 2008 XO65
- 2008 XP65
- 2008 XQ65
- 2008 XR65
- 2008 XT65
- 2008 XU65
- 2008 XV65
- 2008 XW65
- 2008 XB66
- 2008 XC66
- 2008 XD66
- 2008 XF66
- 2008 XH66
- 2008 XJ66
- 2008 XK66
- 2008 XL66
- 2008 XM66
- 2008 XN66
- 2008 XO66
- 2008 XQ66
- 2008 XR66
- 2008 XU66
- 2008 XW66
- 2008 XX66
- 2008 XZ66
- 2008 XA67
- 2008 XB67
- 2008 XE67
- 2008 XG67
- 2008 XH67
- 2008 XJ67
- 2008 XK67
- 2008 XL67
- 2008 XM67
- 2008 XX67
- 2008 XY67
- 2008 XZ67
- 2008 XA68
- 2008 XE68
- 2008 XK68
- 2008 XN68
- 2008 XO68
- 2008 XQ68
- 2008 XS68
- 2008 XY68
- 2008 XZ68
- 2008 XA69
- 2008 XB69
- 2008 XD69
- 2008 XE69
- 2008 XF69
- 2008 XG69
- 2008 XH69
- 2008 XK69
- 2008 XN69
- 2008 XO69
- 2008 XP69
- 2008 XR69
- 2008 XS69
- 2008 XT69
- 2008 XU69
- 2008 XV69
- 2008 XX69
- 2008 XY69
- 2008 XZ69
- 2008 XA70
- 2008 XB70
- 2008 XD70
- 2008 XG70
- 2008 XH70
- 2008 XJ70
- 2008 XK70
- 2008 XL70
- 2008 XM70
- 2008 XN70
- 2008 XO70
- 2008 XP70
- 2008 XQ70
- 2008 XR70
- 2008 XS70
- 2008 XT70
- 2008 XW70
- 2008 XX70
- 2008 XY70
- 2008 XZ70
- 2008 XA71
- 2008 XB71
- 2008 XC71
- 2008 XD71
- 2008 XE71
- 2008 XF71
- 2008 XG71
- 2008 XH71
- 2008 XJ71
- 2008 XK71

### Du 16 au 31 décembre 2008
- 2008 YA
- 2008 YF
- 2008 YH
- 2008 YP
- 2008 YQ
- 2008 YZ
- 2008 YD2
- 2008 YJ2
- 2008 YK2
- 2008 YL2
- 2008 YM2
- 2008 YN2
- 2008 YO2
- 2008 YP2
- 2008 YQ2
- 2008 YR2
- 2008 YC3
- 2008 YD3
- 2008 YE3
- 2008 YF3
- 2008 YG3
- 2008 YJ3
- 2008 YX3
- 2008 YH4
- 2008 YU5
- 2008 YD7
- 2008 YE7
- 2008 YF7
- 2008 YA8
- 2008 YX10
- 2008 YR11
- 2008 YY11
- 2008 YM12
- 2008 YS12
- 2008 YW12
- 2008 YC13
- 2008 YP13
- 2008 YR13
- 2008 YZ15
- 2008 YB16
- 2008 YU16
- 2008 YK17
- 2008 YV17
- 2008 YG18
- 2008 YJ18
- 2008 YM19
- 2008 YG20
- 2008 YY20
- 2008 YL22
- 2008 YB23
- 2008 YK23
- 2008 YQ24
- 2008 YH25
- 2008 YV25
- 2008 YW25
- 2008 YY25
- 2008 YB26
- 2008 YC26
- 2008 YG26
- 2008 YL26
- 2008 YM27
- 2008 YN27
- 2008 YO27
- 2008 YQ27
- 2008 YG28
- 2008 YP28
- 2008 YT28
- 2008 YX28
- 2008 YZ28
- 2008 YA29
- 2008 YB29
- 2008 YC29
- 2008 YD29
- 2008 YE29
- 2008 YF29
- 2008 YG29
- 2008 YE30
- 2008 YF30
- 2008 YG30
- 2008 YH30
- 2008 YJ30
- 2008 YN30
- 2008 YU30
- 2008 YW31
- 2008 YH32
- 2008 YK32
- 2008 YL32
- 2008 YV32
- 2008 YW32
- 2008 YY32
- 2008 YA33
- 2008 YC33
- 2008 YK34
- 2008 YV34
- 2008 YB35
- 2008 YK35
- 2008 YE36
- 2008 YJ36
- 2008 YN36
- 2008 YP36
- 2008 YS36
- 2008 YT36
- 2008 YU36
- 2008 YY36
- 2008 YD37
- 2008 YR37
- 2008 YO39
- 2008 YW39
- 2008 YM40
- 2008 YA42
- 2008 YB42
- 2008 YC42
- 2008 YD42
- 2008 YQ42
- 2008 YJ43
- 2008 YE44
- 2008 YG44
- 2008 YK44
- 2008 YM44
- 2008 YS44
- 2008 YF45
- 2008 YG45
- 2008 YT45
- 2008 YW45
- 2008 YE46
- 2008 YG46
- 2008 YL46
- 2008 YY46
- 2008 YZ46
- 2008 YL47
- 2008 YS47
- 2008 YE48
- 2008 YK48
- 2008 YW48
- 2008 YE49
- 2008 YN49
- 2008 YD50
- 2008 YN51
- 2008 YQ51
- 2008 YT51
- 2008 YV51
- 2008 YB53
- 2008 YB54
- 2008 YN55
- 2008 YT55
- 2008 YV55
- 2008 YX55
- 2008 YD56
- 2008 YN56
- 2008 YP56
- 2008 YU56
- 2008 YV56
- 2008 YJ57
- 2008 YO57
- 2008 YQ57
- 2008 YT57
- 2008 YZ57
- 2008 YJ58
- 2008 YM59
- 2008 YO59
- 2008 YR59
- 2008 YY59
- 2008 YM60
- 2008 YT60
- 2008 YW60
- 2008 YD61
- 2008 YK61
- 2008 YN61
- 2008 YR61
- 2008 YT61
- 2008 YU61
- 2008 YE62
- 2008 YU62
- 2008 YJ63
- 2008 YN63
- 2008 YX63
- 2008 YN64
- 2008 YP64
- 2008 YT64
- 2008 YY64
- 2008 YO65
- 2008 YS66
- 2008 YV66
- 2008 YZ66
- 2008 YE67
- 2008 YD68
- 2008 YR68
- 2008 YY68
- 2008 YA69
- 2008 YJ69
- 2008 YR69
- 2008 YY69
- 2008 YZ69
- 2008 YZ70
- 2008 YA71
- 2008 YR71
- 2008 YS71
- 2008 YV71
- 2008 YY71
- 2008 YC72
- 2008 YD72
- 2008 YO72
- 2008 YU72
- 2008 YH73
- 2008 YN73
- 2008 YZ73
- 2008 YF74
- 2008 YM75
- 2008 YX75
- 2008 YZ75
- 2008 YT76
- 2008 YF77
- 2008 YK77
- 2008 YS77
- 2008 YC78
- 2008 YT78
- 2008 YA79
- 2008 YO79
- 2008 YX79
- 2008 YZ80
- 2008 YH81
- 2008 YN81
- 2008 YR81
- 2008 YV81
- 2008 YX81
- 2008 YY81
- 2008 YN82
- 2008 YR82
- 2008 YW82
- 2008 YZ82
- 2008 YG83
- 2008 YN83
- 2008 YO83
- 2008 YT83
- 2008 YS85
- 2008 YW85
- 2008 YG86
- 2008 YN86
- 2008 YX86
- 2008 YV87
- 2008 YD88
- 2008 YK88
- 2008 YN88
- 2008 YL89
- 2008 YN89
- 2008 YO89
- 2008 YS89
- 2008 YD90
- 2008 YH90
- 2008 YN90
- 2008 YG91
- 2008 YP91
- 2008 YD92
- 2008 YL92
- 2008 YM92
- 2008 YP92
- 2008 YT92
- 2008 YD93
- 2008 YC94
- 2008 YG94
- 2008 YH94
- 2008 YO94
- 2008 YB95
- 2008 YG95
- 2008 YN95
- 2008 YB96
- 2008 YJ96
- 2008 YR96
- 2008 YV96
- 2008 YY96
- 2008 YE98
- 2008 YK98
- 2008 YP98
- 2008 YA99
- 2008 YD99
- 2008 YY99
- 2008 YF100
- 2008 YN100
- 2008 YZ100
- 2008 YE101
- 2008 YF101
- 2008 YG101
- 2008 YY101
- 2008 YA102
- 2008 YF102
- 2008 YN102
- 2008 YY102
- 2008 YP103
- 2008 YF104
- 2008 YM104
- 2008 YN104
- 2008 YB105
- 2008 YK105
- 2008 YP105
- 2008 YQ106
- 2008 YB107
- 2008 YV107
- 2008 YC108
- 2008 YL108
- 2008 YF110
- 2008 YW110
- 2008 YX110
- 2008 YP111
- 2008 YX111
- 2008 YD112
- 2008 YQ112
- 2008 YF113
- 2008 YL113
- 2008 YR113
- 2008 YT113
- 2008 YV113
- 2008 YX113
- 2008 YC114
- 2008 YD114
- 2008 YC115
- 2008 YS115
- 2008 YY115
- 2008 YC116
- 2008 YG116
- 2008 YH116
- 2008 YL116
- 2008 YO116
- 2008 YU116
- 2008 YB117
- 2008 YC117
- 2008 YF118
- 2008 YX118
- 2008 YC119
- 2008 YK119
- 2008 YX119
- 2008 YY119
- 2008 YD120
- 2008 YM120
- 2008 YT120
- 2008 YW120
- 2008 YX120
- 2008 YJ121
- 2008 YK121
- 2008 YF122
- 2008 YJ122
- 2008 YV122
- 2008 YZ122
- 2008 YY124
- 2008 YB125
- 2008 YD127
- 2008 YX127
- 2008 YF128
- 2008 YH128
- 2008 YQ128
- 2008 YV128
- 2008 YX128
- 2008 YB129
- 2008 YG129
- 2008 YH129
- 2008 YJ129
- 2008 YL129
- 2008 YM129
- 2008 YP129
- 2008 YR129
- 2008 YZ129
- 2008 YL130
- 2008 YW130
- 2008 YY130
- 2008 YF131
- 2008 YK131
- 2008 YQ131
- 2008 YR131
- 2008 YT131
- 2008 YX131
- 2008 YC132
- 2008 YU132
- 2008 YB133
- 2008 YK133
- 2008 YX133
- 2008 YU134
- 2008 YX134
- 2008 YW135
- 2008 YF136
- 2008 YE137
- 2008 YQ137
- 2008 YU137
- 2008 YY137
- 2008 YB138
- 2008 YM138
- 2008 YJ139
- 2008 YK139
- 2008 YS140
- 2008 YG141
- 2008 YT141
- 2008 YY142
- 2008 YT143
- 2008 YU143
- 2008 YZ143
- 2008 YH144
- 2008 YY144
- 2008 YH145
- 2008 YN145
- 2008 YX145
- 2008 YX146
- 2008 YN147
- 2008 YO147
- 2008 YS147
- 2008 YX147
- 2008 YY147
- 2008 YZ147
- 2008 YN149
- 2008 YP149
- 2008 YH150
- 2008 YQ150
- 2008 YJ151
- 2008 YO151
- 2008 YB152
- 2008 YL153
- 2008 YP154
- 2008 YU154
- 2008 YF155
- 2008 YO155
- 2008 YE156
- 2008 YX158
- 2008 YD159
- 2008 YD160
- 2008 YB161
- 2008 YH163
- 2008 YQ163
- 2008 YU163
- 2008 YN164
- 2008 YD165
- 2008 YL167
- 2008 YT167
- 2008 YV169
- 2008 YJ172
- 2008 YU174
- 2008 YC175
- 2008 YN175
- 2008 YQ175
- 2008 YL176
- 2008 YA178
- 2008 YV178
- 2008 YW178
- 2008 YX178
- 2008 YA179
- 2008 YC179
- 2008 YF179
- 2008 YM179
- 2008 YO179
- 2008 YR179
- 2008 YU179
- 2008 YW179
- 2008 YX179
- 2008 YY179
- 2008 YC180
- 2008 YE180
- 2008 YF180
- 2008 YG180
- 2008 YL180
- 2008 YM180
- 2008 YP180
- 2008 YQ180
- 2008 YV180
- 2008 YW180
- 2008 YX180
- 2008 YY180
- 2008 YZ180
- 2008 YC181
- 2008 YD181
- 2008 YE181
- 2008 YF181
- 2008 YG181
- 2008 YH181
- 2008 YJ181
- 2008 YK181
- 2008 YL181
- 2008 YM181
- 2008 YN181
- 2008 YO181
- 2008 YP181
- 2008 YQ181
- 2008 YR181
- 2008 YS181
- 2008 YV182
- 2008 YX182
- 2008 YY182
- 2008 YB183
- 2008 YG183
- 2008 YH183
- 2008 YM183
- 2008 YN183
- 2008 YR183
- 2008 YS183
- 2008 YV183
- 2008 YX183
- 2008 YZ183
- 2008 YB184
- 2008 YD184
- 2008 YH184
- 2008 YJ184
- 2008 YK184
- 2008 YR184
- 2008 YS184
- 2008 YU184
- 2008 YV184
- 2008 YW184
- 2008 YY184
- 2008 YZ184
- 2008 YA185
- 2008 YB185
- 2008 YD185
- 2008 YT185
- 2008 YV185
- 2008 YX185
- 2008 YA186
- 2008 YB186
- 2008 YC186
- 2008 YJ186
- 2008 YL186
- 2008 YN186
- 2008 YP186
- 2008 YS186
- 2008 YT186
- 2008 YU186
- 2008 YV186
- 2008 YW186
- 2008 YX186
- 2008 YY186
- 2008 YZ186
- 2008 YA187
- 2008 YB187
- 2008 YC187
- 2008 YL187
- 2008 YM187
- 2008 YO187
- 2008 YR187
- 2008 YN188
- 2008 YR188
- 2008 YS188
- 2008 YT188
- 2008 YU188
- 2008 YV188
- 2008 YW188
- 2008 YX188
- 2008 YZ188
- 2008 YC189
- 2008 YD189
- 2008 YG189
- 2008 YH189
- 2008 YJ189
- 2008 YP189
- 2008 YQ189
- 2008 YS189
- 2008 YT189
- 2008 YU189
- 2008 YV189
- 2008 YA190
- 2008 YE190
- 2008 YG190
- 2008 YH190
- 2008 YK190
- 2008 YL190
- 2008 YM190
- 2008 YT190
- 2008 YU190
- 2008 YV190
- 2008 YA191
- 2008 YB191
- 2008 YC191
- 2008 YD191
- 2008 YF191
- 2008 YP191
- 2008 YR191
- 2008 YS191
- 2008 YU191
- 2008 YW191
- 2008 YX191
- 2008 YB192
- 2008 YD192
- 2008 YG192
- 2008 YH192
- 2008 YJ192
- 2008 YM192
- 2008 YN192
- 2008 YO192
- 2008 YP192
- 2008 YR192
- 2008 YS192
- 2008 YT192
- 2008 YV192
- 2008 YZ192
- 2008 YA193
- 2008 YB193
- 2008 YD193
- 2008 YJ193
- 2008 YO193
- 2008 YP193
- 2008 YR193
- 2008 YW193
- 2008 YB194
- 2008 YD194
- 2008 YF194
- 2008 YG194
- 2008 YH194
- 2008 YK194
- 2008 YL194
- 2008 YM194
- 2008 YN194
- 2008 YO194
- 2008 YQ194
- 2008 YR194
- 2008 YS194
- 2008 YT194
- 2008 YU194
- 2008 YV194
- 2008 YW194
- 2008 YY194
- 2008 YE195
- 2008 YF195
- 2008 YJ195
- 2008 YK195
- 2008 YN195
- 2008 YO195
- 2008 YP195
- 2008 YQ195
- 2008 YT195
- 2008 YU195
- 2008 YW195
- 2008 YY195
- 2008 YZ195
- 2008 YA196
- 2008 YB196
- 2008 YC196
- 2008 YD196
- 2008 YF196
- 2008 YG196
- 2008 YH196
- 2008 YJ196
- 2008 YL196
- 2008 YP196
- 2008 YQ196
- 2008 YR196
- 2008 YS196
- 2008 YT196
- 2008 YU196
- 2008 YV196
- 2008 YY196
- 2008 YZ196
- 2008 YA197
- 2008 YB197
- 2008 YC197
- 2008 YD197
- 2008 YE197
- 2008 YH197
- 2008 YJ197
- 2008 YK197
- 2008 YL197
- 2008 YM197
- 2008 YN197
- 2008 YQ197
- 2008 YS197
- 2008 YT197
- 2008 YV197
- 2008 YW197
- 2008 YX197
- 2008 YY197
- 2008 YZ197
- 2008 YA198
- 2008 YB198
- 2008 YC198
- 2008 YD198
- 2008 YE198
- 2008 YF198
- 2008 YJ198
- 2008 YK198
- 2008 YL198
- 2008 YO198
- 2008 YQ198
- 2008 YR198
- 2008 YS198
- 2008 YT198
- 2008 YU198
- 2008 YV198
- 2008 YW198
- 2008 YX198
- 2008 YY198